# Isolaimium multistriatum
Isolaimium multistriatum is een rondwormensoort uit de familie van de Isolaimiidae. De wetenschappelijke naam van de soort is voor het eerst geldig gepubliceerd in 1967 door Hogewind & Heyns.